# Castelluccio Valmaggiore

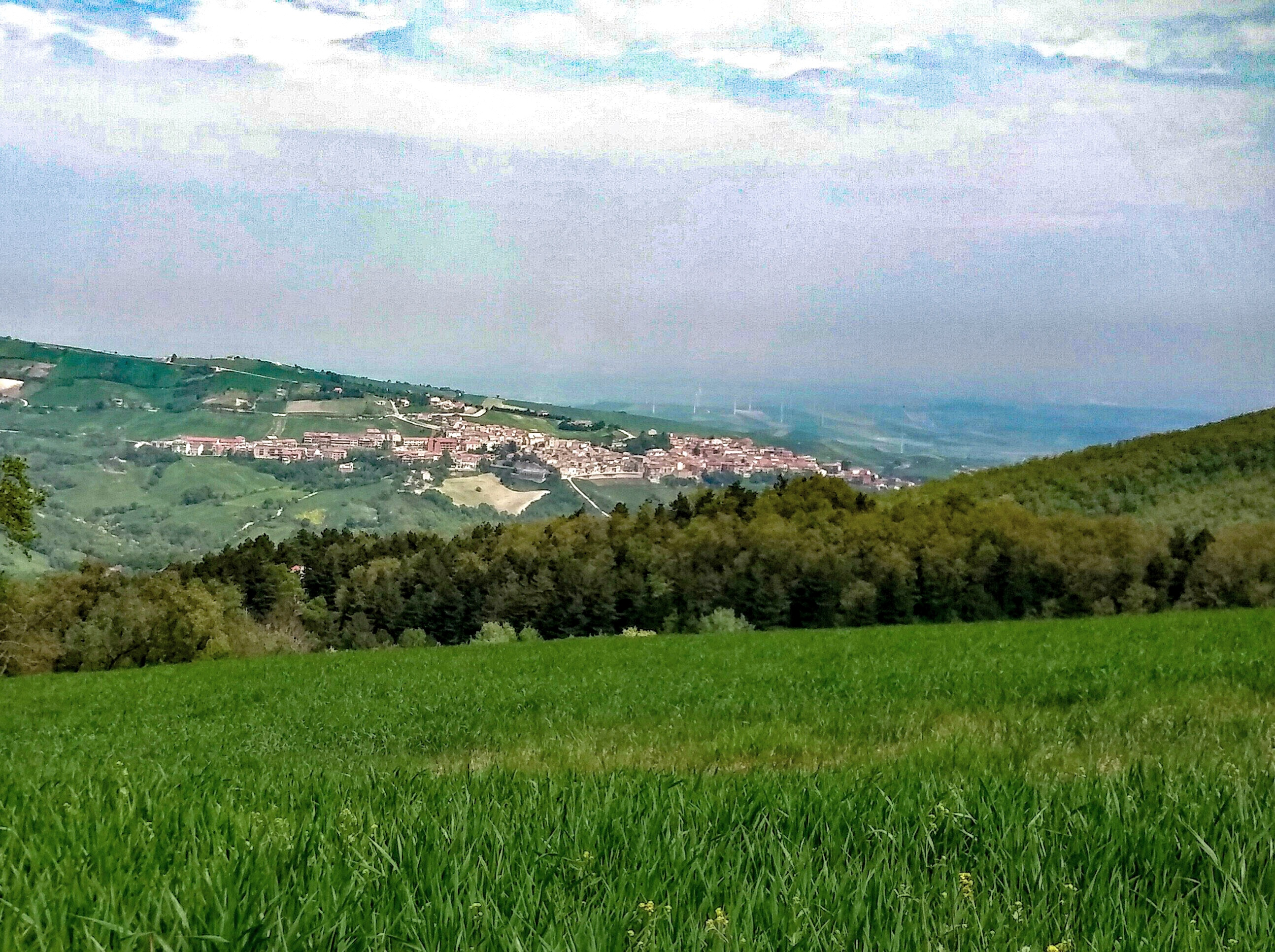
Blick auf Castelluccii Valmaggiore

Castelluccio Valmaggiore ist eine italienische Gemeinde (comune) mit 1182 Einwohnern (Stand 31. Dezember 2023) in der Provinz Foggia in Apulien. Die Gemeinde liegt etwa 31,5 Kilometer westsüdwestlich von Foggia.

## Geschichte
Die Gemeinde ist nach einer byzantinischen Burg am Fluss Celone (Castrum Vallis Maioris), die um das Jahr 1000 errichtet wurde, benannt.